# Партизанка (село)
Партиза́нка (каз. Партизанка) — село в Буландынском районе Акмолинской области Казахстана. Административный центр Амангельдинского сельского округа. Код КАТО — 114053100.

## География
Село расположено в западной части района, на левом берегу реки Аршалы, на расстоянии примерно 72 километров (по прямой) от города Макинск, административного центра района.
Абсолютная высота — 329 метров над уровнем моря.
Климат холодно-умеренный, с хорошей влажностью. Среднегодовая температура воздуха положительная и составляет около +3,2°С. Среднемесячная температура воздуха в июле достигает +19,4°С. Среднемесячная температура января составляет около -15,2°С. Среднегодовое количество осадков составляет около 440 мм. Основная часть осадков выпадает в период с мая по август.
Ближайшие населённые пункты: село Ортакшыл — на северо-востоке, село Суворовка — на севере, село Будённовка — на юге.
Через село проходит проселочная дорога с выходом на автодорогу областного значения — КС-1 (Жалтыр — Макинск) в сторону Вознесенки.

## История
Было основано как поселение «Царыци́нское» — (пересел. участок — Турымтай), заселено в 1898-1900 г., Николаевской волости (волостное село — Николаевское), Кокчетавского уезда, Акмолинской области. Переселенцы преимущественно из — Самарской, Саратовской, Уфимской, Воронежской губерний — Шатские, Черновы, Новиковы, Казаковы, Лигостаевы, Свинолобовы, Романовы. С 1920 года — Партизанка.

## Население
В 1914 году население села составляло — 600 человек.
В 1989 году население села составляло 1308 человек (из них русские — 38%, немцы — 33%).
В 1999 году население села составляло 1092 человека (535 мужчин и 557 женщин). По данным переписи 2009 года, в селе проживали 1002 человека (477 мужчин и 525 женщин).
| Численность населения | Численность населения | Численность населения | Численность населения |
| 1914                  | 1989                  | 1999                  | 2009                  |
| --------------------- | --------------------- | --------------------- | --------------------- |
| 600                   | ↗1308                 | ↘1092                 | ↘1002                 |

## Улицы[6]
- ул. им. Абая,
- ул. им. Кенесары,
- ул. им. Маншук Маметовой,
- ул. им. Мухтара Ауэзова,
- ул. Ленина.